# The World Has Made Me the Man of My Dreams
The World Has Made Me the Man of My Dreams je sedmé studiové album americké hudebnice Meshell Ndegeocello, vydané dne 20. srpna 2007 prostřednictvím hudebního vydavatelství Bismillah Records. Několik písní z této desky vyšlo již v předchozím roce na EP nazvaném The Article 3. Vedle jiných se na albu podíleli kytaristé Doyle Bramhall a Pat Metheny.

## Seznam skladeb
| Pořadí | Název                      | Délka |
| ------ | -------------------------- | ----- |
| 1.     | Haditha                    | 1:31  |
| 2.     | The Sloganeer: Paradise    | 5:05  |
| 3.     | Evolution                  | 3:44  |
| 4.     | Virgo                      | 2:51  |
| 5.     | Lovely Lovely              | 3:27  |
| 6.     | Elliptical                 | 5:34  |
| 7.     | Shirk                      | 3:53  |
| 8.     | Article 3                  | 3:33  |
| 9.     | Michelle Johnson           | 5:03  |
| 10.    | Headline                   | 1:53  |
| 11.    | Solomon                    | 4:03  |
| 12.    | Relief: A Stripper Classic | 4:28  |

## Obsazení
- Meshell Ndegeocello – baskytara, zpěv
- Brandon Ross – kytara
- Mike Severson – kytara
- David Gilmore – kytara
- Doyle Bramhall – kytara
- Hervé Sambe – kytara
- Rhamis Kent – kytara
- Pat Metheny – kytara
- Scott Mann – kytara, klávesy
- Daniel Jones – klávesy
- Jason Lindner – klávesy
- Daniel Jones – zpěv, syntezátor
- Robert Glasper – klavír
- Mark Kelley – baskytara
- Hamza Yusuf – hlas
- Jack Bean – hlas
- Sy Smith – zpěv
- Oumou Sangare – zpěv
- Thandiswa Mazwai – zpěv
- Deantoni Parks – bicí
- James Newton – flétna
- Oliver Lake – saxofon
- George McMullen – pozoun
- Graham Haynes – kornet
- Gilmar Gomes – perkuse
- Davi Vieira – perkuse
- Chad Royce – perkuse
- Rhamis Kent – bicí